# Гвефер (князь Салерно)
Гвефер (лат. Guaifer; около 835 — февраль/август 880) — князь Салерно в 861—880 годах, основатель династии Дауфериди, правившей в Салерно в 861—978 годах.

## Биография
Гвефер происходил из знатной салернской семьи Дауфериди, сын Дауфера Безмолвного и внук Дауфера Пророка. Сестра Гвефера была замужем за беневентским князем Сикардом. После гибели Сикарда Гвефер принимал участие в освобождении Сиконульфа и провозглашении его князем в Салерно. Находясь в изгнании в Капуе, Гвефер женился на дочери Ландо I Капуанского. При поддержке капуанских родственников в 861 году Гвефер возглавил восстание против непопулярного князя Адемара, заключил его в темницу и ослепил его.
В начале своего правления Гвефер примирился с графом Капуи Пандо, объявившим о своей независимости. В 865 году Гвефер основал монастырь Сан-Массимо, ставший впоследствии усыпальницей салернских князей, и богато одарил его в 868 году.
В 871 году Гвефер участвовал в заговоре против императора Людовика II, организованном Адельхизом Беневентским, Сергием II Неаполитанским, Ламбертом II Сполетским и Ламбертом Камеринским, в результате которого император 35 дней провёл в заключении в Беневенто.
Хотя Гвефер старался жить в мире с арабами, но в 871—872 годах они осаждали Салерно и только с помощью имперской армии, разбившей сарацин около Капуи, врагов удалось отбросить от стен столицы княжества.
В 880 году сын Гвефера Гвемар I принудил отца удалиться в монастырь Сан-Массимо и занял его престол.

## Брак и дети
Жена: Ланделайка (ум. после марта 882). Дети:
- Гвемар I (ум. 901), князь Салерно с 880
- дочь; муж: Пилхаурс (ум. после 879), префект Амальфи
- Арехис (ум. после февраля 904)
- Дауфер (ум. после февраля 904)